# Tunay Torun
Pour les articles homonymes, voir Torun.
Tunay Torun est un footballeur international turc, né le 21 avril 1990 à Hambourg en Allemagne. Il évolue actuellement au Kasımpaşa SK au poste d'ailier.

## Biographie
En fin de contrat en juin 2011, il signe un contrat de trois ans avec le Hertha Berlin le 28 avril 2011.
En juillet 2012, Torun a été recruté pour trois ans par le VfB Stuttgart.
Début janvier 2014, il signe en faveur de Kasımpaşa SK.

## Palmarès
Néant